# 宮口しづえ
宮口 しづえ（みやぐち しずえ、1904年9月2日 - 1994年7月5日）は、日本の児童文学作家。

## 経歴
長野県小諸市生まれ。松本女子師範学校卒業。1927年から1934年まで木曽・馬籠の神坂小学校教師を務め、その後は臨時教員となる。戦後は島崎藤村全集の編纂を行う。1955年から童話を執筆し、1957年に信州児童文学会の前身である「とうげの旗の会」に入会。同人誌「とうげの旗」に作品を発表する傍ら、同会の整備と拡大に尽力し、1971年には発展組織である信州児童文学会の会長に就任、同年、少年少女向け雑誌である文学誌「とうげの旗」を創刊した。
1957年に『ミノスケのスキー帽』で児童文学者協会新人賞、1958年『ゲンと不動明王』で未明文学賞、1974年『箱火ばちのおじいさん』で野間児童文芸推奨作品賞、1980年「宮口しづえ童話全集」全8巻で赤い鳥文学賞受賞。

## 著書
- 『ミノスケのスキー帽』（筑摩書房） 1957
- 『ゲンと不動明王』（筑摩書房） 1958
- 『山の終バス』（筑摩書房） 1960
- 『ゲンとイズミ』（筑摩書房） 1964
- 『たろなにみてるの』（小峰書店） 1966
- 『おばあさんとくろうし』（鈴木学術財団、ジャータカえほん） 1967
- 「宮口しづえ児童文学集」全5巻（小峰書店） 1969

1. 『ゲンと不動明王』
2. 『山の終バス』
3. 『ゲンとイズミ』
4. 『オンタケの子ら』
5. 『ミノスケのスキー帽』

- 『箱火ばちのおじいさん』（筑摩書房） 1974
- 『キタじいと木曽馬』（ポプラ社） 1975
- 『胸にともる灯』（筑摩書房） 1975
- 『木曽の街道端から』（筑摩書房） 1977.1
- 「宮口しづえ童話全集」全8巻 筑摩書房 1979

1. 『ミノスケのスキー帽』
2. 『ゲンと不動明王』
3. 『山の終バス』
4. 『ゲンとイズミ』
5. 『オンタケの子ら』
6. 『胸にともる灯』
7. 『月夜のゴロウ』
8. 『まあるい顔のお客さま』

- 『宮口しづえ童話名作集』（一草舎出版） 2009.6